# Camponotus trepidulus
Camponotus trepidulus é uma espécie de inseto do gênero Camponotus, pertencente à família Formicidae.